# Sérgio Lopes
Sérgio Avelino Lopes (født 2. juni 1983) er en angolansk håndboldspiller.
Han deltog ved verdensmesterskabet i håndbold 2017 for mænd..
I 2017 underskrev han en etårig aftale med det tunesiske hold Association Sportive d'Hammamet. 